# Tjerepovets
Tjerepovets (ryska Черепове́ц, latinsk stavning Čerepovec) är den största staden i Vologda oblast i Ryssland. Staden är belägen bredvid Rybinskreservoaren och bredvid Sjeksnafloden. Folkmängden uppgår till cirka 320 000 invånare. Stadens hockeylag Severstal Tjerepovets spelar i den ryska superligan i ishockey.